# Andrzej Wantuła

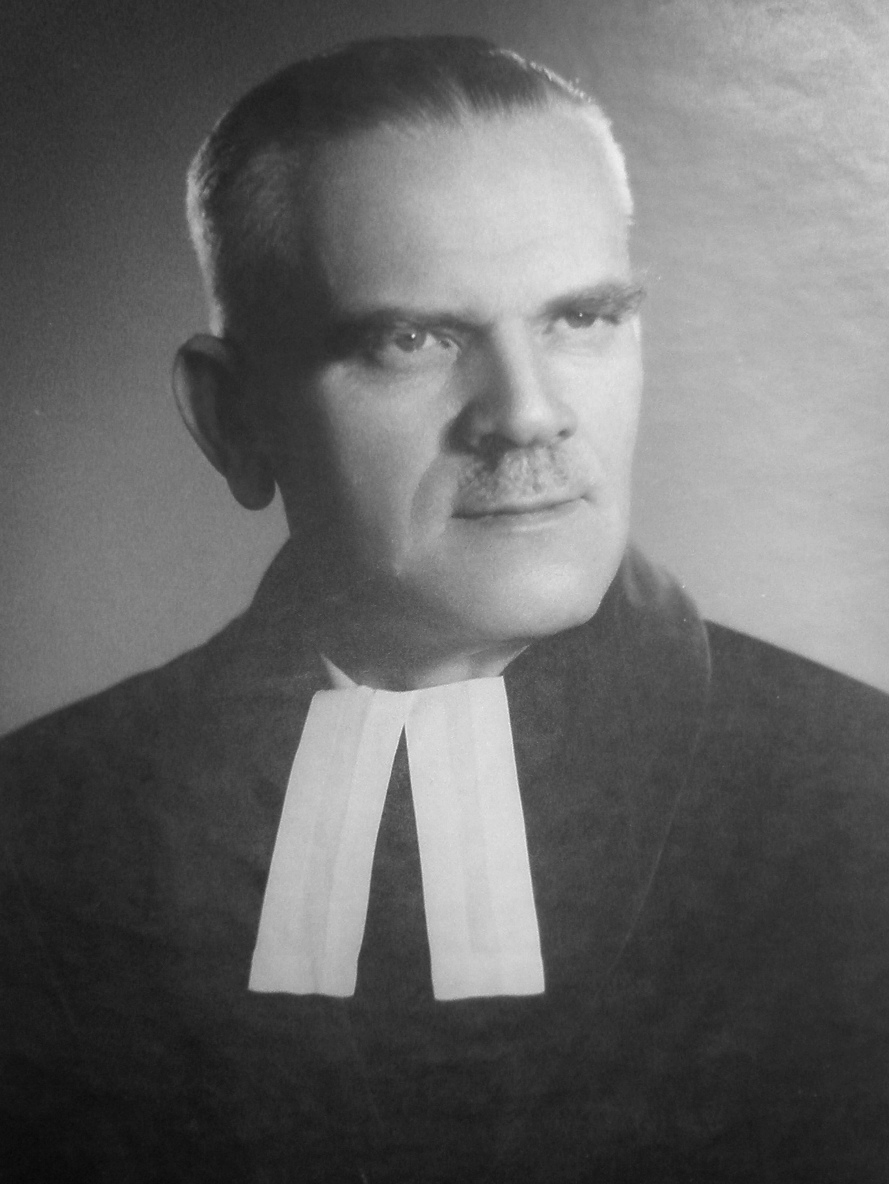
A. Wantuła

Andrzej Wantuła (* 26. November 1905 in Ustroń, Österreich-Ungarn; † 15. Juni 1976 in Warschau, VR Polen) war ein lutherischer Theologe und Bischof der Evangelisch-Augsburgischen Kirche in Polen.

## Werdegang
Andrzej Wantuła nahm 1925 das Studium an der Evangelisch-Theologischen Fakultät der Universität Warschau auf. Nach dem Abschluss studierte er einige Zeit in Frankreich. Am 25. Oktober 1931 wurde er in der Peter-und-Pauls-Kirche zu Weichsel zum Pfarrer ordiniert.
Am 25. Oktober 1936 heiratete er Julia Blasbalg in Ustroń.
Im Zweiten Weltkrieg wurde Andrzej Wantuła in das Konzentrationslager Mauthausen-Gusen in Österreich verbracht, überstand aber diese Zeit und emigrierte nach London. Im Jahre 1948 kehrte er in seine polnische Heimat zurück. Von 1954 bis 1956 war er Prorektor der Christlich-Theologischen Akademie in Warschau. Am 2. Mai 1959 wählte ihn die Kirchensynode zum Bischof der Evangelisch-Augsburgischen Kirche in Polen. Dieses Amt hatte er bis zum Eintritt in den Ruhestand am 6. April 1976 inne.

## Andere Funktionen/Ämter
Andrzej Wantuła war von 1963 bis 1970 Vizepräsident des Lutherischen Weltbundes (LWB) in Genf und langjähriger Vorsitzender des Polnischen Ökumenischen Rates. Wantula war Mitglied der Christlichen Friedenskonferenz.